# Gil Vicente
Gil Vicente, portugalski dramatik, pesnik in režiser, * 1465, † 1536.
Vicente velja za najpomembnejšega portugalskega dramatika in ga včasih označujejo za »portugalskega Plavta«. Ustvarjal je v portugalskem in španskem jeziku, zato je pomemben tudi za špansko dramatiko.